# Fichtelgebirge

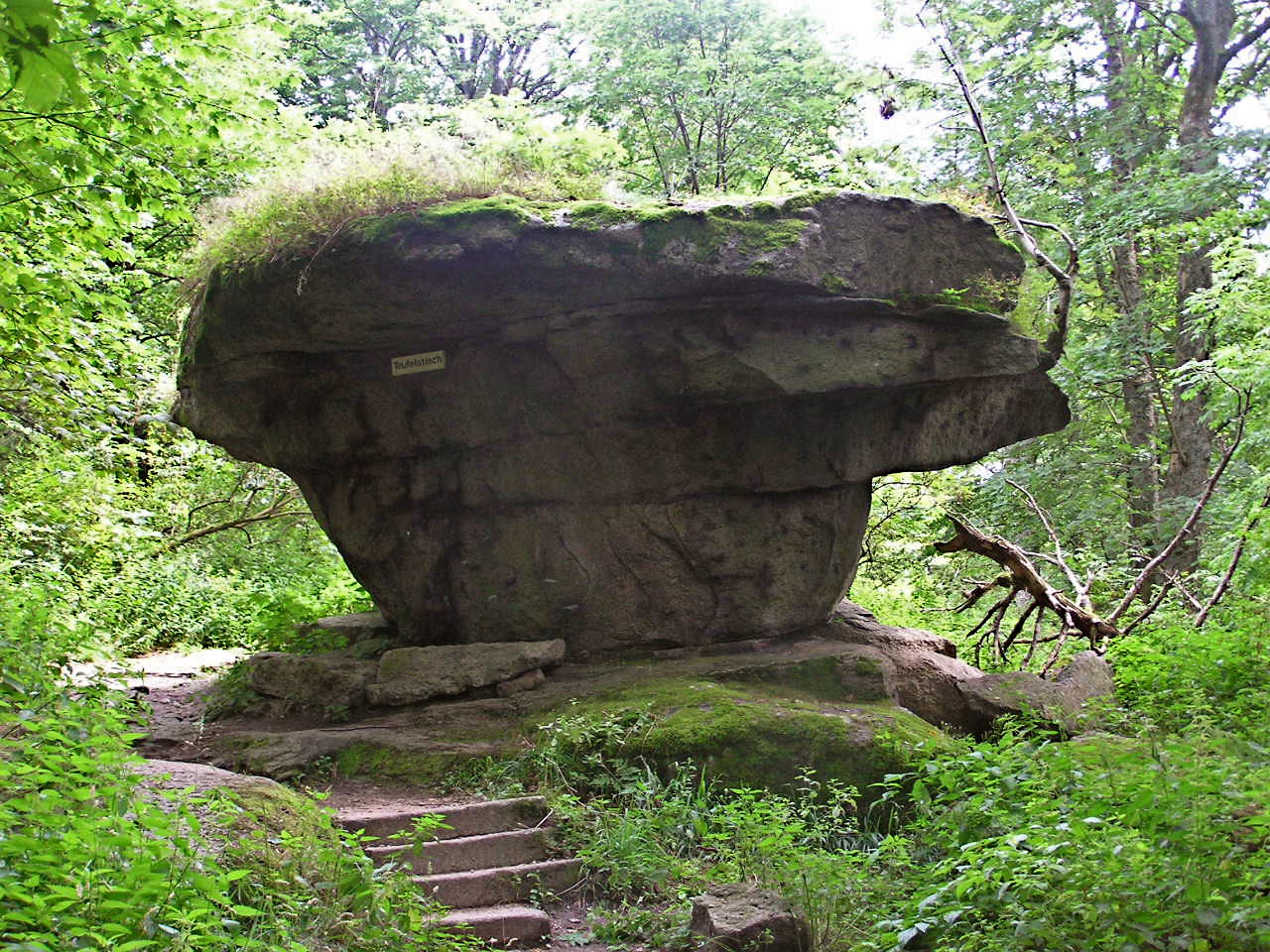
Teufelstisch (Masa diavolului)

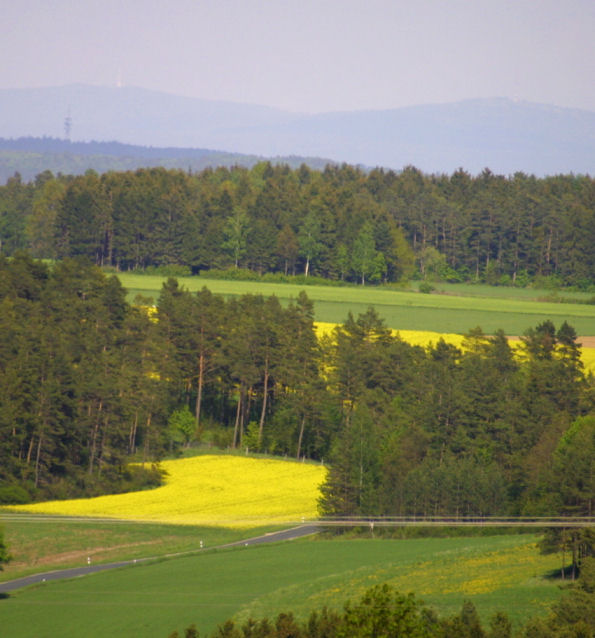

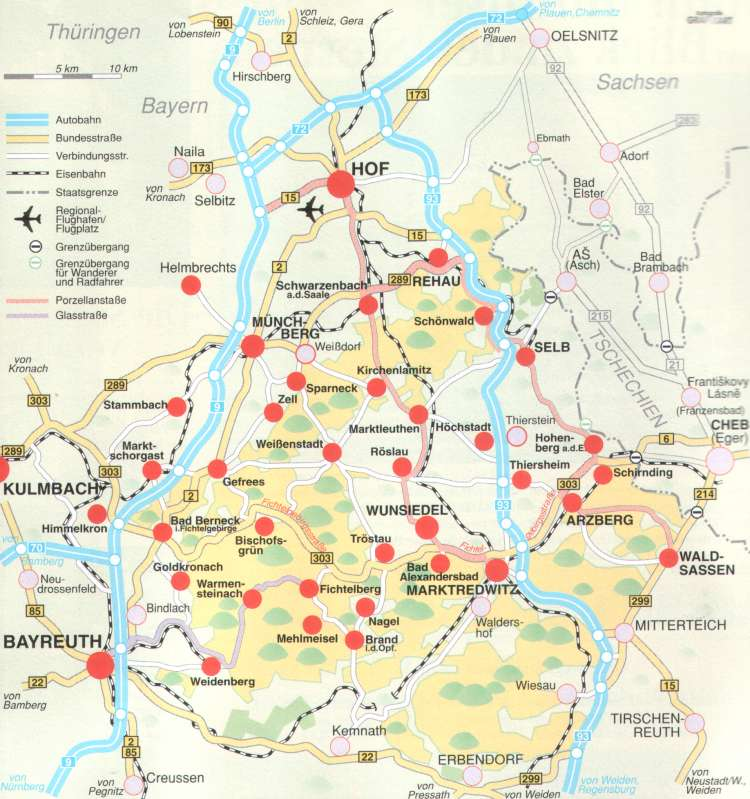
Hartă

Fichtelgebirge (cehă Smrčiny) sunt munți ce aparțin de grupa munților de înălțime medie din nord-estul landului Bavaria. O parte mică din munți se află în Přirodní park Smrčiny, în nord-vestul Cehiei. O parte din regiunea muntoasă a fost declarat parc, Parcul Natural Fichtelgebirge se întinde pe o suprafață de 1020 km².

## Geografie
Munții Fichtelgebirge se află situați între orașele Hof și Weiden in der Oberpfalz. Spre vest, sunt legături bune de transport spre orașul vecin Bayreuth, iar la est spre Egerland.
În centrul regiunii se află orașul Wunsiedel cu parcul natural Luisenburg. Localități mai importante din regiune de pe cursul superior al lui Eger și  Röslau sunt: Marktredwitz, Marktleuthen, Arzberg, Röslau, Weißenstadt, Waldershof, Kirchenlamitz și Tröstau. Localități din sud și sud-est: Bischofsgrün, Fichtelberg, Nagel, Neusorg, Erbendorf, Wiesau și Fuchsmühl, iar în vest Weidenberg, Creußen, Bayreuth, Bindlach și Bad Berneck. În nord-vest și nord se află localitățile Gefrees, Zell im Fichtelgebirge, Weißdorf, Münchberg (pe Saale), Selb, Rehau și Hof. Din munții Fichtelgebirge izvorăște râul Saale.

## Munți
- Schneeberg, 1.053 m
- Ochsenkopf, 1.024 m
- Nußhardt, 972 m
- Platte (Steinwald), 946 m
- Kösseine, 939 m
- Platou in masivul Schneeberg, 885 m
- Großer Waldstein, 877 m
- Rudolfstein, 866 m
- Hohberg, 863 m (Königsheide)
- Großer Kornberg, 827 m
- Hohe Matze, 813 m
- Epprechtstein, 798 m
- Háj u Aše (Hainberg la Asch), 758 m (cel mai înalt din Boemia)
- Weißenstein la Stammbach, 668 m
- Kohlberg, 632 m